# Drei Weise aus Tibet
Die sogenannten Drei Weisen aus Tibet (tibetisch བོད་ཀྱི་མཁས་པ་མི་གསུམ། Wylie bod kyi mkhas pa mi gsum) sind eine Personengruppe aus drei bekannten Mönchen des tibetischen Buddhismus, die – um der Verfolgung durch König Langdarma (reg. 836–842 oder 901–907) zu entgehen – aus „Zentraltibet“ in das Reich Tsongkha nach Amdo (Qinghai) geflohen waren, wo sie die Mulasarvastivada-Linie der Mönchsordination fortsetzten. Die Mönche waren Mar Shakyamuni, Yo Geyung und Tsang Rabsal.

## Zitat
Vorbemerkung: Sonderzeichen und Anmerkungen sind durchweg ausgelassen.

„Als König Glang dar ma im 9.Jh. die buddhistische Lehre zerstörte, gingen sTod lung pa Mar Sakya mu ne, Bo dong pa gYo dGe 'byung und gTsang Rab gsal nach Dan thig in A mdo und führten dort gemeinsam mit den beiden chinesischen Mönchen  (Hva San) Kevan und Gyivan entsprechend der Sonderregelung für die abgelegenen Regionen nur zu fünft die volle Ordination für den berühmten Bla chen dGongs pa rab gsal (952-1035) durch. Im Jahre 978 leitete Bla chen dGongs pa rab gsal seinerseits für Klu mes Tshul khrims shes rab (geb. 10. Jh.), Lo ston rDo rje dbang phyugs (geb. 10. Jh.) und andere, insgesamt zehn Novizen, fünf aus gTsang und fünf aus dBus, die volle Ordination zum Bhiktsu. "Sukzessiv" breitete sich dann diese Linie zurück nach dBus und gTsang aus.“